# Dendrobium minjemense
Dendrobium minjemense är en orkidéart som beskrevs av Rudolf Schlechter. Dendrobium minjemense ingår i släktet Dendrobium, och familjen orkidéer. Inga underarter finns listade i Catalogue of Life.